# 福澤秀元
福澤 秀元（ふくざわ ひでもと）は、日本の実業家、外交官。住友商事マプト事務所初代所長などを経て、駐ウガンダ特命全権大使を務めた。

## 経歴・人物
大阪府出身。1977年神戸大学経営学部卒業、住友商事入社。2003年住友商事機電システム本部長付。2005年住友商事通信・産業プロジェクト本部通信・産業プロジェクト第一部長。2007年住友商事カイロ事務所長。
2010年住友商事通信・環境・産業インフラ事業本部通信プロジェクト部長兼住商機電貿易事務従事。2013年住友商事環境・インフラプロジェクト事業本部長付。2014年からサブサハラアフリカ地域の体制強化のため新設された住友商事マプト事務所の所長を務め、2015年に定年退職後も、住友商事マプト事務所長（嘱託）に留任した。
2018年住友商事電力インフラ事業本部電力EPC第二部長付。2020年から駐ウガンダ特命全権大使を務め、ウガンダに対する食料安全保障のための無償資金協力「経済社会開発計画」に関する書簡の交換を行うなどした。2024年退官。